# Distretto di Xiaogang
Il distretto di Xiaogang (小港區S, Xiǎogǎng QūP) è un distretto della municipalità di Kaohsiung, situata a Taiwan.